# Älghults distrikt
Älghults distrikt är ett distrikt i Uppvidinge kommun och Kronobergs län. Distriktet ligger söder om Åseda. 

## Tidigare administrativ tillhörighet
Distriktet inrättades 2016 och utgörs av socknen Älghult i Uppvidinge kommun.
Området motsvarar den omfattning Älghults församling hade 1999/2000.